# Centro de Desarrollo de la Superdotación de Omsk
El Centro de Desarrollo de la Superdotación de Omsk, es una escuela pública ubicada en Omsk, Rusia, el Centro de Desarrollo de la Superdotación de Omsk (oficialmente, Centro Educativo Multidisciplinario para el Desarrollo de la Superdotación, (en ruso: Многопрофильный образовательный центр развития одарённости) es una institución de educación secundaria ubicada en Rusia que está especializada en la formación de estudiantes para su posterior participación en olimpíadas científicas, el centro educativo se especializa en diferentes materias escolares, tales como matemáticas y física. El centro educativo está situado en el distrito Neftyaniki de la ciudad de Omsk.

## Historia
El centro se inauguró en 1962 como Escuela Estatal de Omsk 117 (en idioma ruso: Средняя общеобразовательная школа N.º 117), como una típica escuela de educación secundaria soviética. La escuela tiene su sede en la calle Andrianova, número 4, en el distrito de Neftyaniki (que en la práctica es una ciudad satélite de Omsk, construida para la refinería de petróleo de Omsk).
En 2002, varios especialistas en la formación para las olimpiadas científicas abandonaron el Liceo 64, entonces un destacado centro educativo de Omsk, y eligieron trabajar en la escuela 117. Esto dio un impulso al desarrollo de la escuela: en 2004, se firmó un acuerdo de cooperación, con la Universidad Estatal de Omsk y se nombró a una nueva directora, Svetlana Boykova; en 2007, la escuela recibió el estatus de gimnasio; En 2008, hubo dos ganadores de la Olimpiada Internacional de Matemática: Los alumnos Nikita Kudyk y Konstantin Matveev. En 2015, el centro obtuvo un estatus especial en el sistema educativo de la provincia de Omsk, convirtiéndose en un centro educativo multidisciplinario para el desarrollo de la superdotación. Esto significa que el centro capacita a estudiantes de toda la región, y cuenta con un dormitorio para los estudiantes procedentes de otras ciudades.